# صبيخ (دوعن)

تعديل مصدري - تعديل

صبيخ هي إحدى قرى عزلة صيف بمديرية دوعن التابعة لمحافظة حضرموت، بلغ تعداد سكانها 807 نسمة حسب تعداد اليمن لعام 2004.